# Ermes (Adelsgeschlecht)

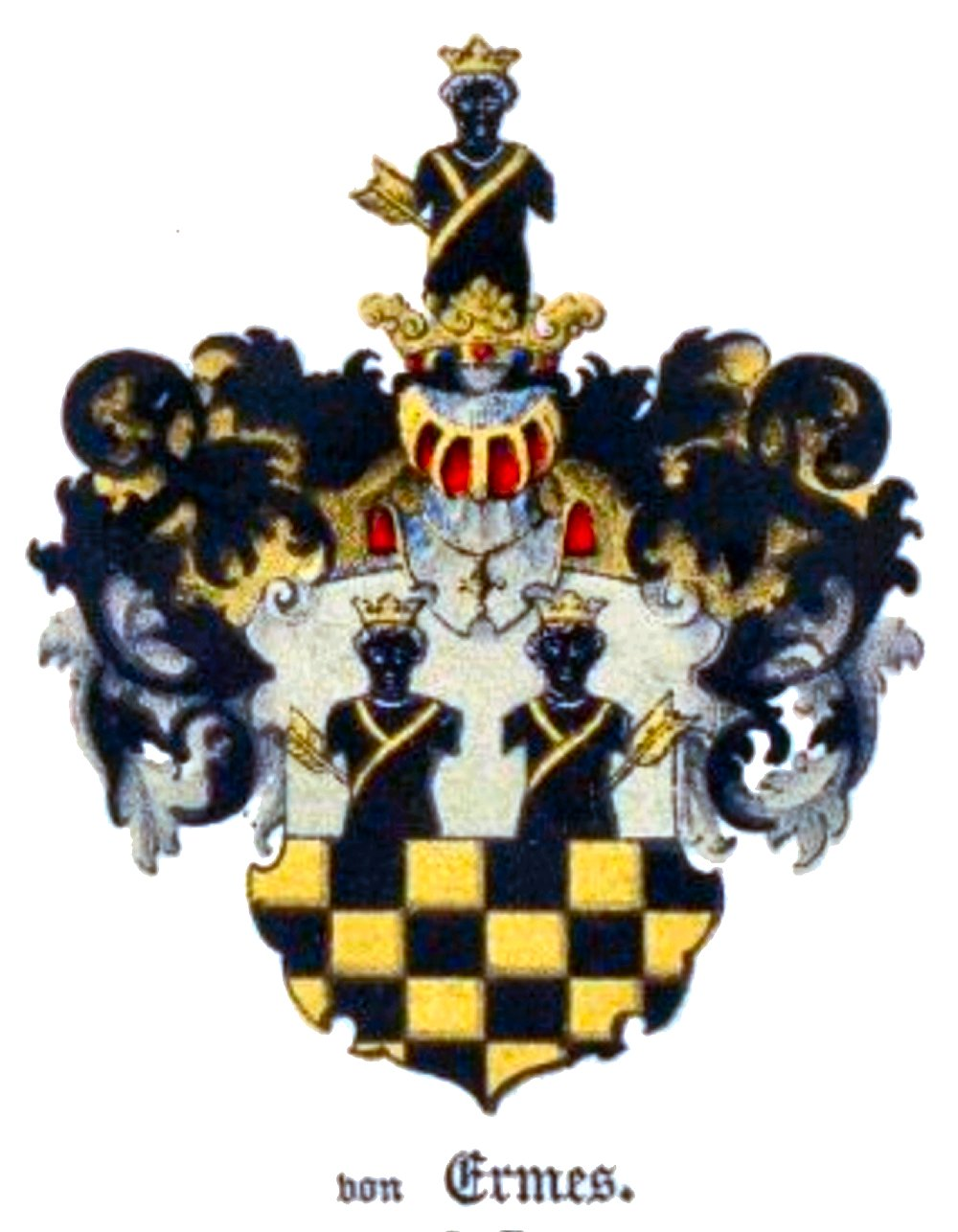
Wappen der Ermes

Ermes ist der Name eines erloschenen baltischen Adelsgeschlechts.

## Geschichte
Das Geschlecht Ermes hat seinen Stammsitz in Eimsen im Fürstentum Calenberg, wo es mit Burchhard de Eimissen im Jahre 1181 urkundlich zuerst genannt wurde. Eine Linie konnte sich auch ins Fürstentum Halberstadt verbreiten. Seit dem 15. Jahrhundert trat die Familie um Ermes als Lehnsnehmer und Vasallen des Deutschen Ordens auf. Hier besaßen sie den Hof Ermes (später Wiegandshof) und den Ermeshof (später Kokesberg). Stammvater der baltischen Ermes war der Ordensvasall Bartholomaeus Ermes († nach 1431).
Die baltische Familie teilte sich in eine livländische Linie welche 1742, 1745 und 1747 in die Klasse I der Livländischen Ritterschaft immatrikuliert (Nr. 1) wurde. Mit der Tochter des Kammerjunkers Wilhelm von Ermes, Wilhelmine von Ermes (1775–1847), vermählte Friedrich von Berg (1763–1811) ist das Geschlecht erloschen. Der Mannesstamm war bereits 1805 abgegangen. Die estländische Linie wurde am 8. Februar 1745 bei der Klasse I der Estländischen Ritterschaft immatrikuliert (Nr. 22). Kunigunde von Ermes († 1667) brachte als letzte dieser Linie die Güter Sall, Ottenküll und Kibijerw 1632 dem Mannrichter in Wierland und Jerwen, Heinrich von Stryk auf Morsel († 1654) in die Ehe.

## Angehörige
- Caspar Ermes (1592–1648), schwedischer Oberst

## Wappen
Die zuletzt geführte Wappenvariante war geteilt, oben in Silber nebeneinander wachsend zwei Mohrenrümpfe mit Armstümpfen und goldener Federkrone in schwarz-gold verbrämten Röcken in deren Schulter von der Außenseite je ein goldener Pfeil steckt, unten von Gold und Schwarz geschacht. Auf dem gekröntem Helm mit schwarz-gold-silbernen Decken der rechte Mohrenrumpf.